# 푸슈차 니에포워미체
MKS 푸슈차 니에포워미체(폴란드어: Miejski Klub Sportowy Puszcza Niepołomice 미에이스키 클루프 스포르토비 푸슈차 니에포워미체[*], (폴란드어 발음: [ˈpuʂt͡ʂa ɲɛpɔwɔˈmit͡sɛ]))는 니에포워미체를 연고로 하는 폴란드의 축구 클럽이다.

## 역사
푸슈차 니에포워미체는 1923년에 KS 니에포워미체(Klub Sportowy Puszcza Niepołomice)라는 이름으로 안제이 비메르(Andzej Wimer) 의장과 스타니사프 지엠바(Stanisaw Ziemba), 브와디스와프 이반스키(Władysław Iwański), 스타니사프 브루드니크(Stanisaw Brudnik), 아돌프 엔겔(Adolf Engel)의 주도로 설립되었다. KS 니에포워미체의 초대 회장으로는 브와디스와프 이반스키가 선출되었다. 또한 스타니스와프 브루드니크는 재무관으로, 스타니스와프 지엠바는 매니저로 선출되었다.
2023년 6월 11일, 푸슈차가 창단 100주년을 맞이한 해에, 2022-23 시즌 I 리가 플레이오프 결승전에서 승리를 거두었고, 구단 역사상 처음으로 엑스트라클라사로 승격하는 성과를 거두었다.
푸슈차는 사상 첫 1부 리그 시즌에 우승 후보들을 상대로 역전승과 무승부를 기록했고, 세트피스를 효과적으로 활용하여 대부분의 골을 득점하여 2023-24 시즌을 12위로 마감하였다. 토마시 투와츠와 올리비에르 지흐가 각각 '올해의 감독상'과 '올해의 골키퍼상' 후보로 지명되었다